# ビントゥイ区
ビントゥイ区（ビントゥイく、ベトナム語：Quận Bình Thủy / 郡平水）は、ベトナム社会主義共和国のカントー市に存在する区 (郡)。面積は70.6 km²、人口は172,317人（2018年）である。

## 行政
ビントゥイ区は8の坊を管轄している。
- アントイ（An Thới / 安泰）
- ビントゥイ（Bình Thủy / 平水）
- ブイヒューギア（Bùi Hữu Nghĩa / 裴有義）
- ロンホア（Long Hòa / 隆和）
- ロントゥエン（Long Tuyền / 隆全）
- トイアンドン（Thới An Đông / 泰安東）
- チャーアン（Trà An / 茶安）
- チャーノック（Trà Nóc / 茶屋）